# マダムX (アレクサンドル・ビッソンの戯曲)

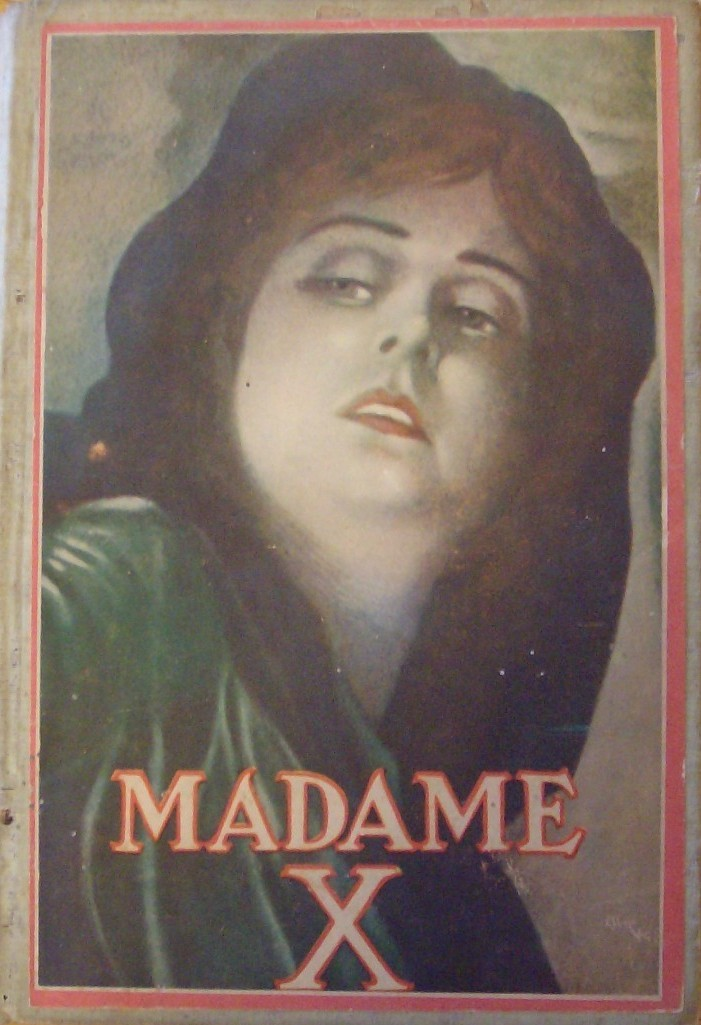
この戯曲に基づく、 J・W・マコノヒー (J. W. McConaughy) による小説版の初版の表紙。

『マダムX』（マダムエックス、英語: Madame X）は、フランスの劇作家アレクサンドル・ビッソン（1848年 - 1912年）が、当初は『La Femme X』として1908年に発表した戯曲。この作品に基づいて、数多くの映画が制作されている。この作品は、「母親としての役割からの些細な逸脱に対して、過剰な罰を受ける」母親像を描く文学的伝統の事例のひとつとして言及されることがある。

## 主な映画化作品
- マダムX（1920年・アメリカ）フランク・ロイド監督、ポーリン・フレデリック主演
- マダムX（1929年・アメリカ）ライオネル・バリモア監督、ルース・チャタートン主演
- Madame X（1937年・アメリカ）サム・ウッド監督、グラディス・ジョージ主演
- 母の旅路（1966年・アメリカ）デヴィッド・ローウェル・リッチ監督、ラナ・ターナー主演